# Bergholtz klockgjuteri
Bergholtz klockgjuteri in Sigtuna ist neben M & O Ohlsson in Ystad eine von zwei noch bestehenden Glockengießereien in Schweden.
Das Unternehmen der Familie Bergholtz wurde im Jahr 1853 in Stockholm gegründet. Nach über einhundert Jahren wurde der Sitz nach Sigtuna verlegt.
Glocken wurden unter anderem für die Hedwig-Eleonora- und die Maria-Magdalena-Kirche in Stockholm, den Dom zu Karlstad und die Nikolaikirche in Örebro gefertigt.
Bergholtz bietet heute außer Glocken selbst Service an und neuzeitliche Ausrüstungen wie z. B. Elektroantriebe und Funktechnik.